# Армонайте, Ингрида
Ингри́да-О́на Армона́йте (лит. Ingrida Ona Armonaitė; 24 февраля 1962, Вильнюс — 1 января 2025 там же) — литовская скрипачка и музыкальный педагог.

## Биография
Родилась в семье музыкантов: отец — флейтист Аугустинас Армонас (1922—2017), мать — преподаватель по классу скрипки Эмилия Пилотайте-Армонене, брат — виолончелист Римантас Армонас (род. 1952). Окончила Национальную школу искусств имени М. К. Чюрлёниса (1980), Московскую консерваторию (1985) по классу Игоря Безродного. До 1987 года совершенствовала мастерство в аспирантуре Московской консерватории у Валерия Климова.
В 1972 и 1976 годах удостоена первой премии на юношеском Международном конкурсе скрипачей имени Ярослава Коциана в Усти-над-Орлици (Чехия), в 1979 году удостоена первой премии на Республиканском конкурсе исполнителей, в 1985 году выиграла Конкурс скрипачей имени Вацлава Хумла в Загребе.
Гастролировала во многих странах Европы: Австрии, Германии, Швеции, Швейцарии, Италии, Болгарии, Венгрии, Чехии, Словакии, Югославии, Польше, Румынии, Эстонии, Латвии, России и многих странах СНГ. Постоянная участница фестивалей в Литве и за границей. Выступала с филармоническими симфоническими оркестрами Бухареста, Тимишоары (Румыния), Праги (Чехия), Кошице (Словакия), Загребским камерным оркестром и симфоническим оркестром Загребского телевидения, с камерными оркестрами Харькова (Украина), Риги (Латвия), Клайпеды, Св. Христофора, Литовским камерным оркестром, симфоническим оркестром Малой Литвы и Литовским национальным симфоническим оркестром.
Обширный репертуар скрипачки включал в себя концерты, сонаты и произведения других жанров разных эпох — от барокко до сочинений современников. Часто выступала в составе «Трио Армонасов» («Armonų trio»). В 1985—1993 годах её постоянным партнёром была пианистка Лариса Лобкова, позже выступала с пианистами Аушрой Банайтите, Индре Байкштите, Леонидом Дорфманом. Являлась также членом международного камерного ансамбля «Trio advance».
Осуществила ряд аудиозаписей в разных странах, преимущественно произведений современных литовских композиторов (Эдуардас Бальсис, Онуте Нарбутайте, Юргис Юозапайтис и др.) в качестве солистки и ансамблистки.
В 2011 году стала лауреатом «Золотого диска» Союза музыкантов Литвы.
С 1988 года преподавала в Национальной школе искусств имени М. К. Чюрлёниса и на кафедре струнных инструментов Литовской академии музыки и театра, с 1999 года — доцент этой кафедры, а с 2010 — профессор.
Умерла 1 января 2025 года в возрасте 62 лет. Похоронена на Кайренайском кладбище Вильнюса.